# Catocala hippolyta
Catocala hippolyta hoặc Catocala semirelicta hippolyta là một loài bướm đêm thuộc họ Erebidae. Nó được tìm thấy ở California.
Sải cánh dài 72–76 mm. Con trưởng thành bay từ tháng 6 đến tháng 10 tùy theo địa điểm. Có một lứa một năm.
Ấu trùng ăn các loài Populus.